# Luigi Muratori
Luigi Muratori (Roma, 20 gennaio 1946 – Roma, 19 dicembre 2005) è stato un politico italiano.

## Biografia
Alle elezioni politiche del 1994 è eletto alla Camera dei Deputati, nella circoscrizione Lazio 1, nel collegio uninominale di Roma-Ostiense sostenuto dal Polo del Buon Governo (in quota FI).
Alle elezioni politiche del 1996 è ricandidato alla Camera dei Deputati, nella circoscrizione Lazio 1, nel collegio uninominale di Roma-Ostiense sostenuto dal Polo per le Libertà, ma viene sconfitto dal candidato de L'Ulivo Andrea Guarino.
Alle elezioni politiche del 2001 viene rieletto alla Camera dei Deputati nella quota proporzionale di Forza Italia nella circoscrizione Lazio 2.